# Маконде
Маконде (конде, матамбве) — один з народів банту у Південно-Східній Африці.

## Територія проживання, чисельність, мова і релігія
Народ конде (маконде) проживає на крайньому півдні Танзанії — 1,14 млн осіб (оцінка на 2001 рік) та на півночі Мозамбіку (за даними перепису населення 1997 року — 233,36 тис. осіб). Таким чином, загальна чисельність представників народу конде сягає 1,4 млн осіб.
Люди маконде розмовляють мовою чимаконде, яка належить до центральної підгрупи мов банту. Маконде дуже близькі до яо та суахілі, чий влив відчутний дуже сильно, особливо у мові. Серед конде поширений білінгвізм і полілінгвізм — крім суахілі, яо та макуа (один з сусідніх народів) мов розповсюдження набули і європейські мови — англійська у Танзанії та португальська у Мозамбіку (державна).
За релігією маконде — мусульмани-суніти, невелика частка, переважно у Мозамбіку, християни (Біблію перекладено лише частково), але у сучасному суспільстві панує релігійний синкретизм, бо маконде також продовжують додержуватися традиційних вірувань: віру в духів (анімізм) і культ предків. 

## Етнічна історія
Народ макондо традиційно мешкає на плато Муеда (Mueda) у сучасному Мозамбіку, а також у долині між реками Ровума та Лукуледі в сучасній Танзанії, але згодно з їхним епосом, спочатку вони мали іншу назву (wamatambwe) і мешкали в іншому місці, але були змушені переселитися через війну з народом нгуні.
Людям маконде вдавалося протягом тривалого часу давати відсіч работорговцям — африканцям (переважно суахілі), арабам та європейцям.
Лише у 20-і роки ХХ століття землі конде увійшли до складу європейських колоній — відповідно португальського Мозамбіку і німецької Германська Східна Африка, згодом британської Танганьїки.
У 60-і роки XX століття революційний рух за повалення колонізаційного португальського режиму у Мозамбіку (ФРЕЛІМО — Фронт Визволення Мозамбіку), що переможно скінчився лише у 1975 році (проголошення незалежності Мозамбіку), розпочався саме на землях конде — на плато Муеда.

## Господарство і матеріальна культура
Традиційні заняття народу конде — ручне підсічно-вогневе землеробство. Практикується відхідництво. Серед ремесел розвинуте різьбярство на дереві.
Традиційні поселення маконде колового та лінійного планування.
Житло — жердяна хатина, переважно круглої форми, з трав'яною (або з пальмового листя) стріхою. Комори робили на стовпах.
Характерна жіноча прикраса — пірсинг верхньої губи (ndonya). Навіть у традиційних скульптурах жіночі фігури можно впізнати по цьому пірсингу. 

## Соціальна організація і вірування
У маконде зберігаються матрилінійні роди.
До початку XX століття проводилися ініціації, яка полягала в обрізанні: як человічому, так і жіночіму. Але починаючі з 1988 року жіноче обрізання заборонено і вважається порушенням прав людини.  Традиційно були поширені скарифікація та підпилювання зубів (kikereza meno).

## Мистецтво маконде
Мистецтво народу маконде є широко відомим. Різьбярі на дереві конде мають чітку спеціалізацію — одні роблять предмети побуту, інші вирізають маски або фігури. Первісно різьблені фігури були частиною анімічного культу і втілювали духів, особливо духів померлих (mahoka), а також демонів shetani, але починаючи з 50-х років XX століття на базі народного декоративно-ужиткового розвинулась модерністська течія професійного мистецтва. Найвідомішим митцем т. зв. нового мистецтва маконде є сучасний художник Ґеорґ Ліланґа (George Lilanga).
На відміну від скульптур личини масок роблять зі світлого дерева, а потім покривають коричневою фарбою, поверх якої наносять восковий орнамент, який імітує традиційну скарифікацію. Різбярами традиційно могли бути тільки чоловіки.
Зразки різьблення на дереві майстрів народу маконде

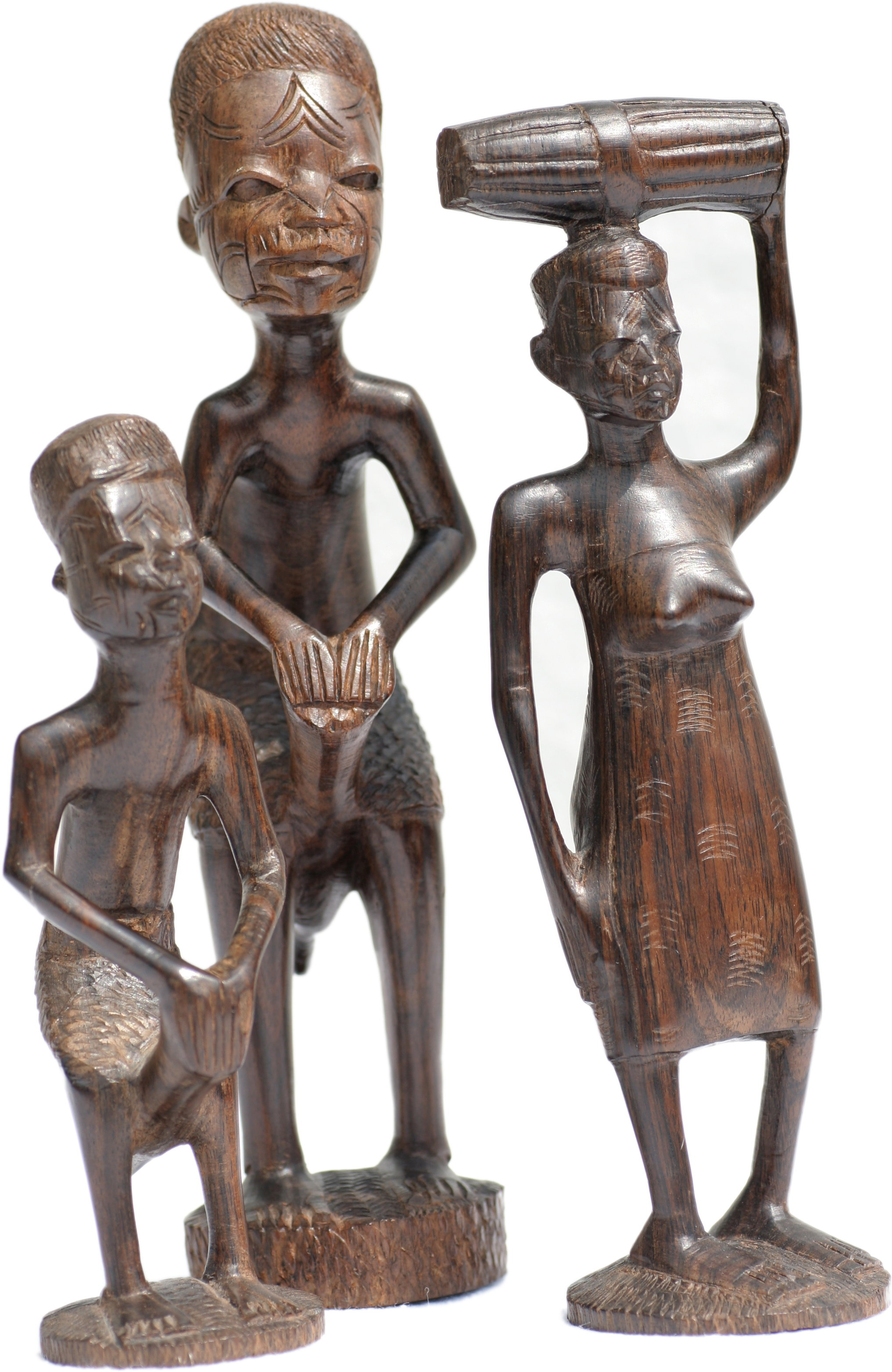
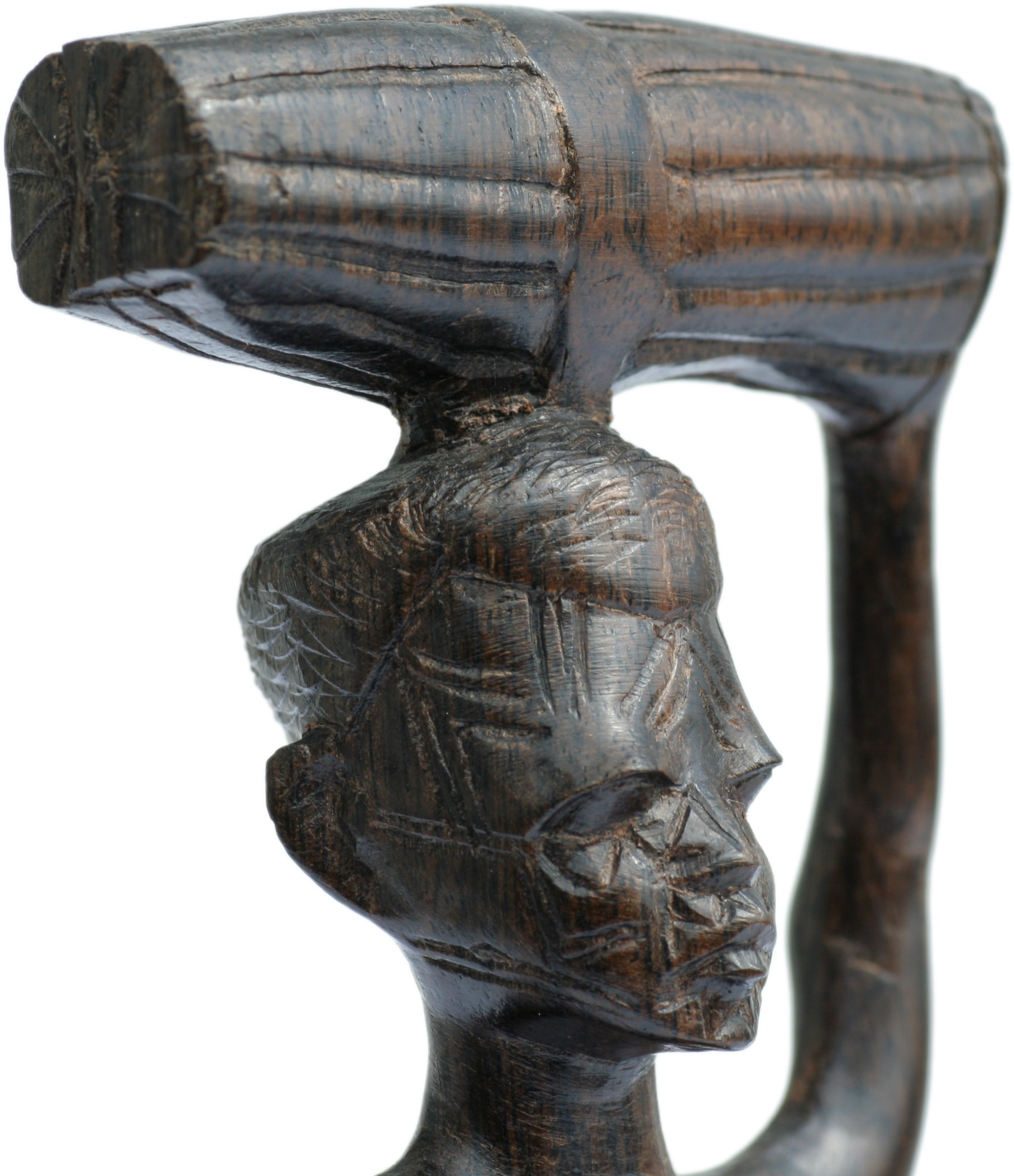
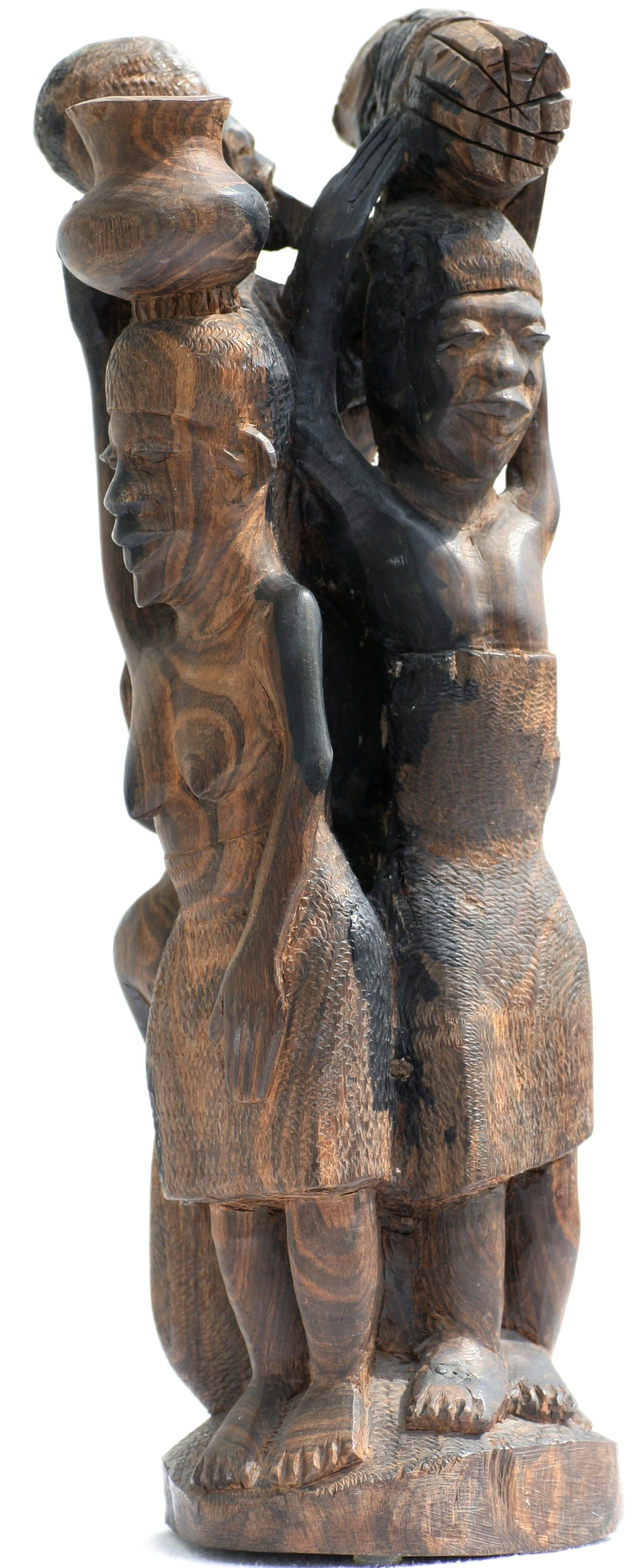
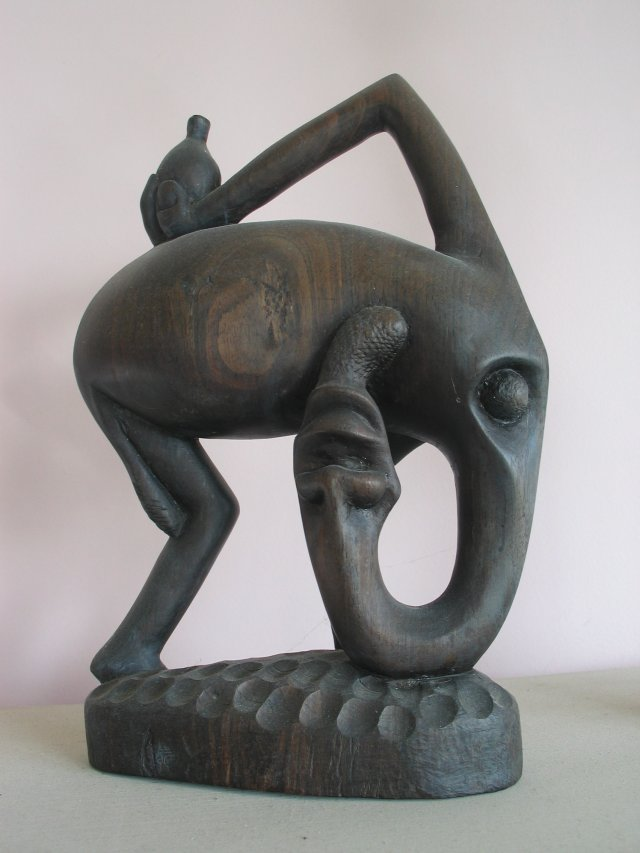

## Цікаві факти, пов'язані з народом маконде
- Під час дії революційного руху ФРЕЛІМО одним з фінансових джерел його існування і підтримки, крім звичайно значних «вливань» з боку СРСР, були гроші, виручені від продажів, переважно західним туристам, етнографам-дослідникам і колекціонерам, різьблень народу конде.
- Назва одного з видів тропічної пропасниці чикунґунья (chikungunya), переносимої москітами, походить з мови чімаконде, і дослівно перекладається «те, що трусить». Пропасниця отримала таку назву, адже перша смерть європейця від неї була зафіксована на плато Маконде.
- У матрилінійному суспільстві народу конде чоловіки після одруження вирушають жити у селище дружини.
- Маконде Танзанії та Мозамбіку ставляться одні до одних неприязно. Серед танзанійських конде навіть побутує принизливе прізвисько для конде-вихідців із Мозамбіку махіва (mahiva).
- Народ маконде також згадується у романі «Сто років самотності»  колумбійського письменника Ґабрієля Ґарсія Маркеса.